# 경기만
경기만(京畿灣)은 조선민주주의인민공화국의 황해남도 옹진반도와 대한민국의 충청남도 태안반도와 사이에 있는 반원형의 만이다. 만의 입구는 서쪽으로 열려 있으며, 너비 약 100km, 해안선의 길이는 약 528km이다. 해안선의 굴곡이 심하여 만·곶이 많고, 크고 작은 200여 개의 섬들이 있다. 수심이 50m 이내로 얕고, 조차(潮差)가 8~10m로 매우 커서 썰물 때는 간석지가 넓게 펼쳐진다. 경기만은 한강을 비롯해 임진강, 예성강 등의 하구이기도 하다. 만의 배후에는 수도권과 함께 경인공업지대와 인천항이 자리잡고 있고, 북쪽으로는 서해 북방한계선이 놓여 있다.

## 부속 만
- 강화만
- 남양만
- 아산만
- 해주만

## 주요 섬
- 강화도
- 함박도
- 교동도
- 대부도
- 대연평도
- 덕적도
- 덕적군도
- 석모도
- 영종도
- 영흥도

## 같이 보기
- 조선만
- 동조선만
- 서조선만